# Villadicente
Villadicente (llamada oficialmente San Xoán de Vilaicente) es una parroquia y una aldea española del municipio de Los Nogales, en la provincia de Lugo, Galicia.

## Otras denominaciones
La parroquia también es conocida por el nombre de San Xoán de Viladicente.

## Organización territorial
La parroquia está formada por una entidad de población:
- Vilaicente

## Demografía
Gráfica demográfica de la aldea y parroquia de Villadicente según el INE español:
| Gráfica de evolución demográfica de Viladicente entre 2000 y 2020 |
|                                                                   |
| Datos según el nomenclátor publicado por el INE.                  |